# Sé, Santa Maria e Meixedo
Sé, Santa Maria e Meixedo (oficialmente: União das Freguesias de Sé, Santa Maria e Meixedo) é uma freguesia portuguesa do município de Bragança, com 35,69 km² de área e 22 689 habitantes (censo de 2021). A sua densidade populacional é 635,7 hab./km².

## História
Foi constituída em 2013, no âmbito de uma reforma administrativa nacional, pela agregação das antigas freguesias de Sé, Santa Maria e Meixedo e tem a sede em Sé.

## Demografia
A população registada nos censos foi:
| Distribuição da População por Grupos Etários | Distribuição da População por Grupos Etários | Distribuição da População por Grupos Etários | Distribuição da População por Grupos Etários | Distribuição da População por Grupos Etários | Distribuição da População por Grupos Etários |
| -------------------------------------------- | -------------------------------------------- | -------------------------------------------- | -------------------------------------------- | -------------------------------------------- | -------------------------------------------- |
| Antes da agregação                           |                                              |                                              |                                              |                                              |                                              |
| Ano                                          | 0-14 anos                                    | 15-24 anos                                   | 25-64 anos                                   | >= 65 anos                                   | Total                                        |
| 2001                                         | 3289                                         | 3342                                         | 11149                                        | 2405                                         | 20185                                        |
| 2011                                         | 3204                                         | 2507                                         | 12846                                        | 3459                                         | 22016                                        |
| Após a agregação                             |                                              |                                              |                                              |                                              |                                              |
| Ano                                          | 0-14 anos                                    | 15-24 anos                                   | 25-64 anos                                   | >= 65 anos                                   | Total                                        |
| 2021                                         | 2827                                         | 2869                                         | 12270                                        | 4723                                         | 22689                                        |